# Ghost Rider (film)
Ghost Rider je americký akční fantasy film z roku 2007, který natočil Mark Steven Johnson podle komiksových příběhů o Ghost Riderovi. Do amerických kin byl film, jehož rozpočet činil 110 milionů dolarů, uveden 16. února 2007, přičemž celosvětově utržil 228 738 393 dolarů. Díky komerčnímu úspěchu filmu byl v roce 2012 natočen navazující snímek Ghost Rider 2, ve kterém si titulní roli zopakoval Nicolas Cage.

## Příběh
Už od pradávna slouží ďáblovi, Mefistofelovi, Ghost Rideři, lidští lovci sbírající duše ostatních. Poslední z nich ukradl ďáblovi v 19. století tajnou smlouvu ze San Venganza, která měla Mefistofelovi dodat tisíce duší zkažených lidí, což by mu poskytlo síly přivést na Zemi peklo.
V roce 1986 je mladý Johnny Blaze se svým otcem proslulým motocyklovým kaskadérem. Jednoho dne zjistí, že otec umírá na rakovinu. Posléze jej navštíví Mefistofeles a výměnou za Johnnyho duši otce vyléčí. Ten se však o den později zabije při skoku na motorce.
O 21 let později je Johnny nejlepším kaskadérem, který přežije i ty nejtěžší pády. Setká se svojí dětskou láskou, Roxanne Simpsononovou, nyní televizní reportérkou a domluví si s ní rande. Večer, když se připravuje na schůzku, objeví se ďábel a navzdory protestům promění Johnnyho na Ghost Ridera. Ten dostane za úkol zabít Mefistofelova syna Blackhearta, který hledá schovanou smlouvu. Zatímco Roxanne čeká v restauraci, Ghost Rider musí pronásledovat Blackhearta, který mu ale unikne. Johnnymu pomůže hrobař z místního hřbitova. Další noc je Johnny zatčen, ale uteče a znovu pronásleduje Blackhearta. Roxanne Johnnyho pozná i v Ghost Riderově podobě, ale je unesena Blackheartemm, jenž ji chce vyměnit za smlouvu. Hrobař Johnnymu smlouvu vydá a odhalí, že právě on byl oním posledním Ghost Riderem. Johnny bojuje s Blackheartem, ale protože ten nemá duši, nemůže nad ním zvítězit. Když Blackheart přečte smlouvu a převezme duše tisíce mrtvých, Johnny to využije a ďáblova syna definitivně porazí. Dorazí Mefistofeles, jenž chce navrátit schopnosti, které Johnnymu dal, ale ten odmítne, protože nechce, aby povinnostmi Ghost Ridera trpěli další lidé.

## Obsazení
- Nicolas Cage jako Johnny Blaze / Ghost Rider
- Eva Mendes jako Roxanne Simpsonová
- Wes Bentley jako Blackheart
- Sam Elliott jako Carter Slade
- Donal Logue jako Mack
- Matt Long jako mladý Johnny Blaze
- Peter Fonda jako Mefistofeles
- Brett Cullen jako Barton Blaze
- Raquel Alessi jako mladá Roxanne Simpsonová